# Acton
Acton je priimek več znanih oseb:
- Brigitte Acton (*1985), kanadska alpska smučarka
- Charles Januarius Acton (1803—1847), angleški rimskokatoliški duhovnik in kardinal
- Loren Wilber Acton (*1936), ameriški astronavt
- Harold Mario Acton (1904—1994), angleški pesnik in pisatelj
- John Emerich Edward Acton (1834—1902), angleški zgodovinar
- John Francis Edward Acton (1736—1811), angleško-nepalski državnik
- Joseph Acton (1852—1917), angleški rokoborec